# Witkruintapuit
De witkruintapuit (Oenanthe leucopyga) is een zangvogel uit de familie Muscicapidae (vliegenvangers).

## Kenmerken
De vogel is 17 tot 18,5 cm lang. Het is een fors soort tapuit, qua formaat en verenkleed sterk gelijkend op de zwarte tapuit. De vogel is overwegend zwart, met een witte kruin, die bij eerstejaars vogels ontbreekt. De onderbuik van af de poten is wit, net als de stuit en een groot deel van de staart. Alleen de middelste staartveren zijn zwart. Bij onvolwassen vogels zitten nog donkere vlekjes op de staarteinden, maar geen duidelijk doorlopende eindband zoals bij de zwarte tapuit.

## Verspreiding en leefgebied
Deze soort komt voor van noordelijk Afrika tot het noordelijk en centraal Arabisch Schiereiland en telt 3 ondersoorten:
- O. l. aegra: van noordwestelijk Afrika tot westelijk Egypte.
- O. l. leucopyga: van de Nijldelta van Egypte en noordelijk centraal Soedan, van noordoostelijk Soedan tot Eritrea en Djibouti.
- O. l. ernesti: van noordoostelijk Egypte tot centraal Saoedi-Arabië en Jemen.

Het is een uitgesproken woestijnvogel die zich handhaaft in droge gebieden met nauwelijks vegetatie, zoals wadi's, maar ook wel in de buurt van huizen. Het is een standvogel.

## Status
De grootte van de populatie is niet gekwantificeerd. De vogel is algemeen in geschikt habitat. Men veronderstelt dat de soort in aantal stabiel is. Om deze redenen staat de witkruintapuit als niet bedreigd op de Rode Lijst van de IUCN.

### Dwaalgast in Europa
De witkruintapuit is een zeer zeldzame dwaalgast op de Britse eilanden (1982), Canarische Eilanden (2005) en in Nederland (2014), Kroatië (2001), Denemarken (2010), Frankrijk (1884), Duitsland (1986 en 2010), Italië (2010), Griekenland (1993), Malta (1872), Portugal (2001) en Spanje (1977).